# 星際大爭霸Online
《星際大爭霸 Online》（Battlestar Galactica Online，簡稱BSGO）是一款基于浏览器的大型多人線上角色扮演遊戲（MMORPG），以2004年版《太空堡垒卡拉狄加》电视剧剧情为背景，发布于2011年2月8日。此游戏由和Artplant使用Unity3D开发，通過安裝於瀏覽器的Unity Web Player插件运行。至2011年9月8日，遊戲已經有了超過五百萬名玩家。这个遊戲是免費的，但是某些遊戲物件可以通过現金購買。

## 故事背景
遊戲以新版的《星際大爭霸》電視影集為故事背景，十二殖民地的人們製造出了智能的、擁有自由意志的賽隆機器人，但是賽隆人最終背叛了人類並發起了戰爭。這場戰爭在四十年前因為賽隆人提出的停戰協議而暫時停止，但是現在賽隆人再次發動了戰爭。這次殖民地完全的輸給了賽隆人，十二個殖民星全部都被摧毀了，只有戰星銀河號和飛馬號帶領的平民艦隊逃過一劫，他們試圖帶領殘存的人類回到傳說中的地球。賽隆人追殺這些殘餘的人類，在他們一次大規模的進攻中，兩方的超光速引擎（FTL drive）都出了差錯，導致艦隊進入了一個未知的星域。現在他們必須爭奪短少的資源來修復他們嚴重受損的艦隊，殖民地人試圖逃離追殺，而賽隆人希望能一舉消滅殘餘的人類。在电视剧中，人类的Viper MK II战机没有超光速引擎，但在游戏中由于人类在星域“Delta Canopis”中找到了一个被遗弃的军事基地，所以在游戏中所有的战机都被装上了从基地里找到的超光速引擎。这也解释了为什么游戏中人类一方里出现了许多本来在剧中没有的飞船。

## 遊戲進行
在遊戲的一開始，玩家需要選擇加入殖民地或賽隆人，和影集中的角色們互動。玩家在遊戲中可以駕駛戰機或指揮戰艦對抗另一方，進行戰機間的纏鬥或者艦隊之間大規模的戰爭。
遊戲環境是全3D的（因此玩家在駕駛船艦時可以體驗到一般遊戲裡較少見的上下移動），同時它的世界被劃分成許多的星區（Sector），每個星區都是宇宙的一小部份，其中有各種大小的小行星、殘骸場等物件存在。小行星之中可能蘊含了礦藏，大型的小行星可以透過呼叫採礦船來開採。雖然玩家可以駕著他們的船艦任意探索星區的每個角落，但是要在星區之間移動的話一定要透過超光速引擎才能達成。玩家可以以駕駛員/艦長的身份在可供登陸的地點活動，這些地點包含了各陣營的母船、基地和前哨艦（Outpost）。
如果一方陣營在一個星區的活動總量夠大的話，一艘前哨艦就會被派遣過來進駐星區，玩家可以透過己方的前哨艦進行補給與維修，若是玩家的艦艇不幸在戰鬥中被擊毀，那麼他会由于搜索与救援（人类）或复活（赛昂人）而重生，但他必須透過一個鄰近的前哨艦（或者陣營的基地）才能回到戰場上，因此前哨艦對於發動攻勢或防守星區都相當重要。前哨艦的火力與裝甲都十分優良，但是他還是可以被摧毀，同時一個星區是可以同時被兩方的哨艦進駐的。
此外，和大多數網路RPG遊戲一樣，玩家的角色在完成NPC指派的任務、和敵人戰鬥等事件以後會累積經驗值、升級以及賺取資源。雙方的艦種或機種都有各自的分類與角色，適於不同的作戰方式。他們可以裝備各種不同的裝備，包含了各式機砲、艦砲、飛彈發射器、推進引擎、超光速引擎、電腦系統、電戰系統等，這些裝備也可以升級、強化。透過適當的裝備和戰術，戰機也有機會消滅大型戰艦。

## 歷史
在2010年10月22日時，《星際大爭霸Online》開放玩家註冊遊戲帳號。接著在25日時，原先用於品質保證的寇伯（Kobol）伺服器被轉為公眾Beta伺服器。11月1日時遊戲開始讓受邀請的玩家進行內部Beta版測試。在2011年2月8日《星際大爭霸Online》開始了開放Beta，這Beta在7月7日結束，遊戲進入正式的營運階段。

## 獲獎
- 2011年歐洲遊戲獎（European Games Award）最佳瀏覽器遊戲（Best Browser Game）[9]
- 2011年Unity獎（Unity Awards）社群票選獎（Community Choice）[10]